# Ferrante Rittatore Vonwiller
Ferrante Rittatore Vonwiller, né le 2 février 1919 à Milan et mort dans la même ville le 11 septembre 1976, est un archéologue et préhistoien italien.
Il a enseigné la préhistoire récente de l'Italie et l'histoire de l'Italie préromaine à l'université de Milan.

## Publications
- La necropoli preromana della Ca' Morta: (scavi 1955-1965), Società archeologica Comense, Noseda, 1966,  291 pages
- La necropoli di Canegrate,	Società arte storia, Legnano, Centro di studi preistorici e archeologici, 37 pages
- (it) « La necropoli di Canegrate », Sibrium, vol. I,‎ 1953-1954, p. 7-43.
- Situla di bronzo di Valeggio sul Mincio, Società tipografica modenese, 1955, 7 pages
- Necropoli preromana di Narzole, Eguzzone, 1952, 10 pages
- Storia universale dei popoli e delle civiltà, volume 1, Storia universale dei popoli e delle civiltà, édition 2, éditeur UTET, 1981 ,680 pages  (ISBN 8802027730 et 9788802027739)
- Preistoria e vicino Oriente antico, volume 1, Nuova storia universale dei popoli e delle civiltà, éditeur Unione Tipografico-editrice torinese, 1969, 678 pages
- Ricerche sull'età del ferro nel Cuneese, éditeur	Istituto internazionale di studi liguri, 45 pages
- Popoli e civiltà dell'Italia antica, volume 4, édition 2, éditeur Spazio Tre, 1990, 359 pages  (ISBN 8878400246 et 9788878400245)
- Nuovi scavi alla stazione all'aperto di Bec Berciassa, éditeur Eguzzone, 1952, 4 pages
- Sepolcreti piemontesi dell'età del ferro : contributo alla conoscenza della civiltà di Golasecca, 14 pages
- Diffusione della cultura di Canegrate in Canton Ticino e Lombardia, éditeur Istituto lombardo di scienze e lettere, 1956, 128 pages
- Lo scavo di un deposito dell'età del bronzo a Grotta Misa in Etruria, éditeur Società archeologica comense, 1949, 6 pages.
- (it) « Sulla cronologia della cultura di Canegrate », Rivista di scienze preistoriche, vol. 1, no 12,‎ 1957, p. 99-103.